# Región Texmelucan
{{página nueva sin 
suficientes referencias|20|agosto}}
La región Texmelucan es la región 20 ubicada en la parte centro-oeste del estado de Puebla. La región es una división administrativa propia de este estado mexicano, con la finalidad de fomentar el desarrollo socioeconómico de la entidad.

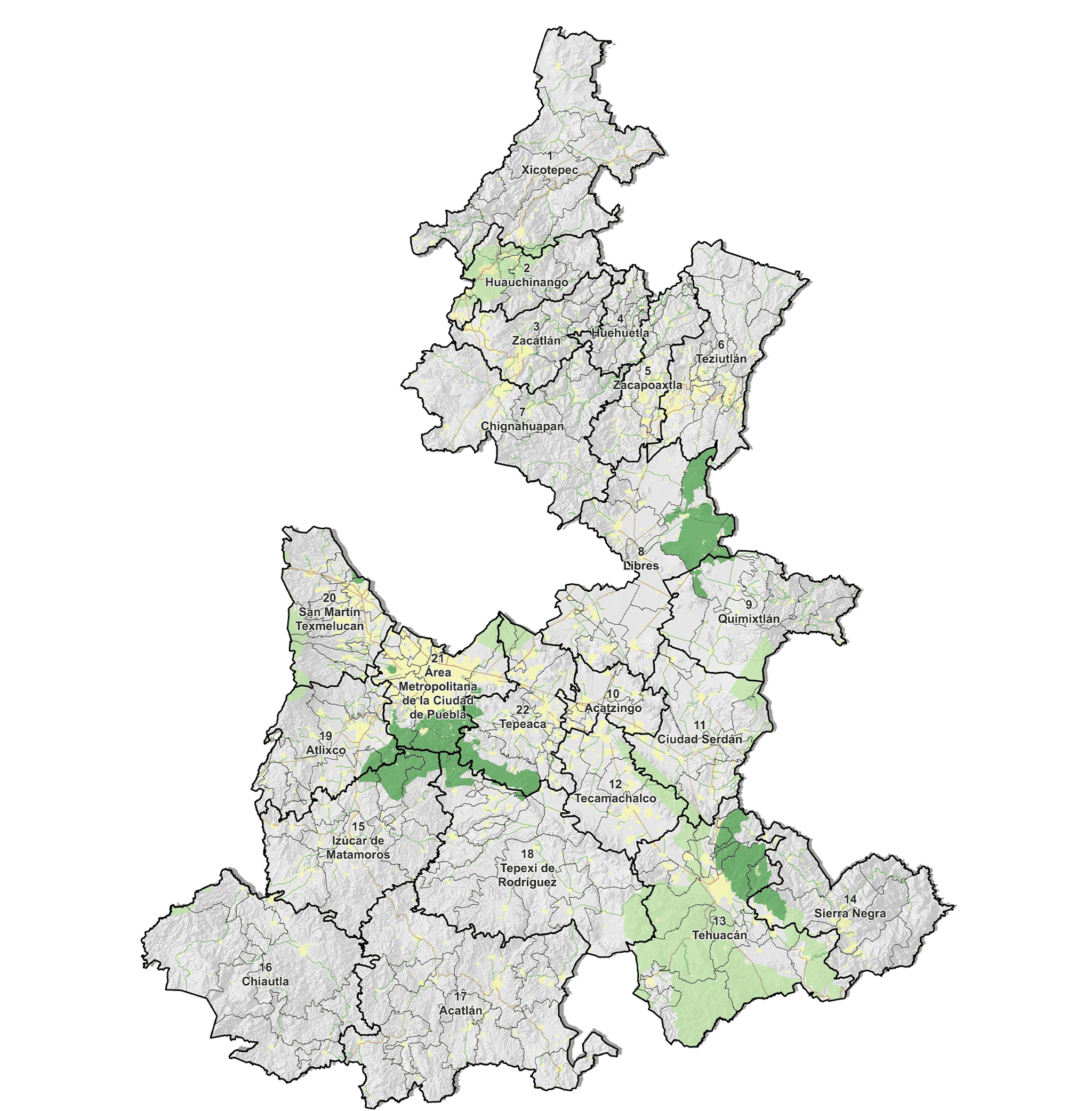
Mapa de Puebla con las 22 Regiones en la Administración 2019-2024

Limita al norte con el estado de Tlaxcala, al sur con la región de Atlixco, al este con la Región Metropolitana Puebla, y al oeste con el Estado de México. Esta región está conformada por 11 municipios.
Distrito Federal;
- 5 San Martín Texmelucan

Distritos locales
(7 San Martín Texmelucan de Labastida, 8 Huejotzingo)
Los 11 municipios que conforman la región han sido agrupados, tomando en consideración la características geográficas, históricas, económicas, culturales y políticas en común.
Municipios
- Calpan
- Chiautzingo
- Domingo Arenas
- Huejotzingo
- Nealtican
- San Felipe Teotlalcingo
- San Martín Texmelucan
- Municipio de San Matías Tlalancaleca
- San Nicolás de los Ranchos
- San Salvador el Verde
- Tlahuapan

Ver también;
- Municipio de San Martín Texmelucan
- Municipio de Huejotzingo
- Municipio de Domingo Arenas